# Ten Thousand Fists
Ten Thousand Fists è il terzo album in studio del gruppo musicale statunitense Disturbed, pubblicato il 20 settembre 2005.

## Descrizione
Registrato ai Groovemaster Studios di Chicago, in Illinois, divenne il secondo album consecutivo ad aver debuttato alla prima posizione della Billboard 200, avendo venduto circa 239.000 copie la settimana della pubblicazione negli Stati Uniti. Successivamente, la RIAA certificò che il disco aveva venduto 1.000.000 di copie, diventando così disco di platino. In Nuova Zelanda esso fu il secondo album del gruppo a debuttare alla numero uno in classifica.
Ten Thousand Fists fu il primo album del gruppo con il nuovo bassista John Moyer, che rimpiazzò Steve Kmak dopo il suo licenziamento nel 2003. Tuttavia, egli venne considerato un turnista durante le fasi di registrazione, per poi diventare un membro fisso nel corso del tour in supporto all'album. Fu inoltre l'ultimo lavoro con il produttore Johnny K, il quale collaborò anche in The Sickness (2000) e Believe (2002). Inoltre, per la prima volta, compare sulla copertina The Guy, la mascotte dei Disturbed, che appare anche nel videoclip del singolo Land of Confusion.
Ten Thousand Fists, avendo venduto circa 1.900.000 copie negli Stati Uniti, è il secondo album maggiormente venduto del gruppo, dietro solamente a The Sickness, il disco di debutto, che ha venduto quasi 4.200.000 copie. L'album fu dedicato a Dimebag Darrell, che morì l'anno precedente.

## Promozione
Il titolo dell'album fu reso noto tramite il loro sito web ufficiale il 16 giugno 2005. Più tardi, lo stesso mese, venne svelata anche la lista tracce. La canzone Guarded fu trasmessa dalle stazioni radio nel tardo giugno come anteprima per promuovere l'album, come detto dal cantante David Draiman. Disse: 
(David Draiman)
Il primo singolo, Stricken, fu pubblicato il 25 luglio. Il 19 agosto il videoclip di Stricken, diretto da Nathan Cox, fu caricato sul sito della Warner Bros. Records. Il video musicale fu filmato in un ospedale abbandonato, nello stesso in cui furono girate delle scene del film del 1984 Nightmare - Dal profondo della notte. All'inizio di agosto, il marketing virale venne usato per promuovere il disco. Una parte di software fu inviato per e-mail a certi destinatari, i quali lo passarono ad altri. Quando il numero di persone che avevano ricevuto il software fu di almeno 250.000 venne sbloccata la canzone Ten Thousand Fists. Il terzo singolo, Land of Confusion, (originalmente scritto dai Genesis), fu pubblicato ad ottobre del 2006, anticipato da un videoclip in stile cartone animato diretto da Todd McFarlane.

## Tematiche
Il cantante del gruppo David Draiman disse di Ten Thousand Fists: 
(David Draiman)
L'album include testi di soldati diretti all'inferno. Draiman disse che la canzone Guarded riguardasse lui stesso sorvegliarsi dalle altre persone. Aggiunse che essa "riflette su come la scelta di questa vita forza certa gente a comportarsi in certo modo - si deve rimanere ad un certo livello di guardia". La canzone Ten Thousand Fists "significa forza, unità, convinzione, potenza, e l'allegrezza che senti quando vieni a vedere uno dei nostri show. È uno dei miei momenti preferiti e la gente sa che io ho un'affinità nel chiedere alle persone di alzare i loro pugni in aria, ed è solo, è allegrezza essere in grado di vedere dieci mila pugni alzati o più".

### Contenuti politici
Secondo ciò che è stato detto dai membri della band, sebbene Ten Thousand Fists non fosse stato scritto come un album politico, è il loro disco con maggior temi politici. Il testo della title track furono pesantemente influenzati dalle emozioni e sensazioni di Draiman verso il presidente George W. Bush e molte canzoni includono temi di guerra/anti-guerra, come Deify, il cui intro include un clip audio di un discorso di Bush che incita alla guerra, o il video di Land of Confusion, che raffigura il grande business ed il capitalismo come un grosso nemico in stile nazista combattuto da un esercito guidato da The Guy, la mascotte della band.

## Accoglienza
Ten Thousand Fists ha ottenuto prevalentemente critiche positive. Ha ricevuto 59% di recensioni favorevoli sul sito Metacritic (su 7 recensioni). Il recensionista di AllMusic Johnny Loftus diede all'album una critica positiva; tuttavia, riguardo al suono, commenta "Ten Thousand Fists inizia a suonare alla stessa maniera dopo un po'". Anche quello di Village Voice, Phil Freeman, scrisse una recensione positiva. New Musical Express gli diede un 1/10, descrivendolo come "rabbia sfocata" e "non troverete nulla di più spregevole quest'anno". Per quanto riguarda le recensioni italiane, Metalitalia.com ha assegnato la piena sufficienza con un 6.5 ed invece Groovebox.it si è spinto fino all'8.5.

## Tracce
Testi di David Draiman, Dan Donegan e Mike Wengren, musiche di David Draiman, Dan Donegan, John Moyer e Mike Wengren.
1. Ten Thousand Fists – 3:32
2. Just Stop – 3:43
3. Guarded – 3:20
4. Deify – 4:17
5. Stricken – 4:05
6. I'm Alive – 4:41
7. Sons of Plunder – 3:47
8. Overburdened – 5:57
9. Decadence – 3:24
10. Forgiven – 4:12
11. Land of Confusion – 4:49 (Tony Banks, Phil Collins, Michael Rutherford) – originariamente interpretata dai Genesis
12. Sacred Lie – 3:05
13. Pain Redefined – 4:17
14. Avarice – 2:56

Tracce bonus nella Tour Edition
1. Monster – 4:06
2. Two Worlds – 3:33
3. Hell – 4:15

## Formazione
- David Draiman – voce
- Dan Donegan – chitarra elettrica, elettronica
- John Moyer – basso elettrico, voce secondaria
- Mike Wengren – batteria
- Johnny K – produttore
- Ben Grosse – missaggio
- Ted Jensen – mastering
- Matt Taylor – artwork
- Ellen Wakayama – artwork
- Greg Capullo – artwork
- Todd McFarlane – artwork
- Clay Patrick McBridge – fotografia

## Classifiche
| Classifica (2005)       | Posizione massima |
| ----------------------- | ----------------- |
| Australia               | 11                |
| Austria                 | 37                |
| Canada                  | 2                 |
| Germania                | 21                |
| Nuova Zelanda           | 1                 |
| Paesi Bassi             | 87                |
| Regno Unito             | 59                |
| Stati Uniti             | 1                 |
| Stati Uniti (internet)  | 1                 |
| Svezia                  | 24                |
| Svizzera                | 62                |
| Classifica (2008)       | Posizione massima |
| Stati Uniti (catalog)   | 13                |
| Stati Uniti (hard rock) | 17                |

## Certificazioni
| Nazione        | Ente certificante | Vendite   | Certificazione |
| -------------- | ----------------- | --------- | -------------- |
| Australia      | ARIA              | 35.000    | platino        |
| Australia      | ARIA              | 70.000    | platino        |
| Canada         | CRIA              | 40.000    | oro            |
| Canada         | CRIA              | 80.000    | platino        |
| Nuova Zelanda  | RIANZ             | 7.500     | oro            |
| Regno Unito    | BPI               | 60.000    | argento        |
| Stati Uniti    | RIAA              | 500.000   | oro            |
| Stati Uniti    | RIAA              | 1.000.000 | platino        |
| Totale vendite | Totale vendite    | 1.217.500 | 1.217.500      |